# Zuurstof-19
Zuurstof-19 of 19O is een radioactieve isotoop van zuurstof. De isotoop komt niet van nature op Aarde voor.
Zuurstof-19 ontstaat onder meer door radioactief verval van stikstof-19.

## Radioactief verval
Zuurstof-19 vervalt door β−-verval tot de stabiele isotoop fluor-19:
{\displaystyle {\ce {{^{19}_{8}O}->{^{19}_{9}F}+{e^{-}}+{\bar {\nu }}_{e}}}}
De halveringstijd bedraagt 26,5 seconden.
12O · 13O · 14O · 15O · 16O · 17O · 18O · 19O · 20O · 21O · 22O · 23O · 24O · 25O · 26O · 27O · 28O